# Catacomba di San Lorenzo
La catacomba di San Lorenzo (chiamata anche di Ciriaca) è una catacomba di Roma, posta sulla via Tiburtina, sotto l'attuale basilica di San Lorenzo fuori le mura, nel moderno quartiere Tiburtino.

## Toponimo
La catacomba è ricordata nei documenti antichi con due nomi. Quello più diffuso e noto è San Lorenzo, in riferimento al martire più conosciuto sepolto nel cimitero ipogeo; la Depositio martyrum (metà del IV secolo) ricorda la sepoltura di Lorenzo il 10 agosto con questi termini: quarto idus Augustas Laurentii in Tiburtina («il 10 di agosto Lorenzo in Tiburtina»). Questa fonte non cita il nome del cimitero, segno che, in quell'epoca, esso era già identificato con il nome del martire. Altre fonti invece identificano la catacomba col nome di Ciriaca, proprietaria del terreno in cui fu scavato il cimitero: così il Liber Pontificalis, ed una passio di San Lorenzo del VI secolo, che specifica la sepoltura del martire in via Tiburtina in praedio Cyriacae viduae in agro Verano («in via Tiburtina nel terreno della vedova Ciriaca nel fondo del Verano»). In altre fonti più tardive (VIII secolo) Ciriaca è qualificata come «beata».
Nella catacomba sono stati scoperti nel 1947-1949 i santuari di altri due martiri, Abbondio ed Erennio.

## Storia
La catacomba di San Lorenzo è una delle poche catacombe romane di cui non si persero le tracce, ma che fu sempre visitata dai pellegrini ed anche dai corpisantari. Questo è uno dei motivi, assieme ai bombardamenti dell'ultima guerra mondiale e alla costruzione del cimitero del Verano, che hanno determinato un pessimo stato di conservazione.
Il martire Lorenzo fu ucciso il 10 agosto dell'anno 258 e sepolto nel cimitero sulla via Tiburtina. Alcuni decenni dopo l'imperatore Costantino fece costruire sulla tomba del martire un oratorio, modificando la topografia cimiteriale per creare un percorso per i pellegrini che permettesse loro di accedervi più facilmente. Inoltre l'imperatore fece costruire nei pressi dell'oratorio una grande basilica circiforme (come quella che lo stesso edificò in Sant’Agnese fuori le mura), successivamente chiamata ecclesia maior.
Tre papi del V secolo decisero di farsi seppellire nei pressi della cripta del martire: Zosimo, Sisto III e Ilaro; di queste tre tombe non sono state trovate tracce. In particolare, Ilaro fece costruire diverse strutture, tra cui un monastero, delle terme per i pellegrini, una biblioteca ed una residenza vescovile. Successivamente, altri papi mettono mano al complesso cimiteriale: papa Simplicio (468-483) fa costruire, nei pressi dell'oratorio, una chiesa dedicata a santo Stefano protomartire; papa Felice III (483-492) fa erigere un'altra chiesa, dedicata a sant'Agapito, compagno di Lorenzo; infine papa Pelagio II (579-590) decide di edificare una nuova basilica al posto dell'oratorio costantiniano, cioè direttamente sulla tomba del martire. Quest'ultimo edificio sarà chiamato dalle fonti ecclesia minor, per distinguerla da quella costantiniana: esso sarà incassato nella collina del Verano, venendo così ad essere semipogeo (come Sant’Agnese fuori le mura).
Le invasioni barbariche costringono a trasformare il sito cimiteriale in una vera e propria cittadella fortificata con mura e torri. Papa Adriano I (772-795) restaura la basilica costantiniana (d'ora in poi dedicata alla Madre di Dio) e le due chiese di Santo Stefano e di Sant'Agapito. La trasformazione del complesso avviene con papa Onorio III agli inizi del XIII secolo: egli fa costruire una nuova basilica come prolungamento di quella pelagiana, che ne diventa il presbiterio.
Sul cimitero ipogeo, preziose sono le informazioni e le descrizioni fatte da Antonio Bosio nel 1593 e trascritte nella sua “Roma sotterranea”, soprattutto perché ci ha lasciato un resoconto descrittivo dettagliato di zone della catacomba oggi andate distrutte o non più rintracciabili. Altre scoperte furono fatte nel XVIII secolo da Marcantonio Boldetti e Giovanni Marangoni. I primi studi risalgono all'Ottocento con Giovanni Battista de Rossi, il quale si dedicò soprattutto all'analisi della memoria o cripta di san Lorenzo.

## Descrizione
La catacomba si sviluppa su cinque livelli, ed è visitabile a partire dai tre accessi ubicati nell'attuale basilica di San Lorenzo fuori le mura. A causa delle vicissitudini storiche, scarse sono le sue testimonianze monumentali e pittoriche, e la visita è circoscritta ad una zona delimitata del cimitero.
Sappiamo dal Liber Pontificalis, che la tomba ipogea di san Lorenzo fu monumentalizzata all'epoca di Costantino, con la costruzione di un'abside, l'uso di marmi pregiati, l'erezione di cancelli e grate per sigillare la tomba. Di tutto questo non è stato trovato niente negli scavi archeologici condotti nel dopoguerra. Invece gli scavi condotti dal Krautheimer hanno permesso l'identificazione di un altro santuario martiriale ipogeo, dedicato ai santi Abbondio ed Erennio, ancora in uso in epoca medievale.